# Reformation Post TLC
Reformation Post TLC — двадцать шестой студийный альбом британской рок-группы The Fall, записанный продюсером Тимом Бакстером и выпущенный 12 февраля 2007 года, в Великобритании — лейблом Slogan Records, в США — Narnack Records . В работе над альбомом наряду с Марком Э. Смитом и его женой Эленой Поулу-Смит приняли участие американские музыканты: Тим Пресли и Роб Барбато (из группы Darker My Love), Орфео Маккорд (The Hill) и Дэйв Спёрр (Motherjohn).

## Список композиций (UK CD)
1. «Over! Over!» (Mark E. Smith)
2. «Reformation!» (Smith / Barbato)
3. «Fall Sound» (Smith / Barbato / Presley / McCord)
4. «White Line Fever» (Merle Haggard)
5. «Insult Song» (Smith / Barbato / Presley / McCord)
6. «My Door Is Never» (Smith)
7. «Coach and Horses» (Smith / McCord)
8. «The Usher» (Smith / Barbato / Poulou / Presley / McCord)
9. «The Wright Stuff» (Smith / Barbato / Poulou)
10. «Scenario» (Smith / Barbato / Presley / McCord)
11. «Das Boat» (Smith / Barbato / Presley / McCord)
12. «The Bad Stuff» (Smith / Barbato / Poulou / Presley / McCord)
13. «Systematic Abuse» (Smith / Barbato / Poulou / Presley / McCord)
14. «Outro» (Smith / Barbato / Poulou / Presley / McCord)